# Алафая (Флорида)
Алафая (англ. Alafaya) — переписна місцевість (CDP) в США, в окрузі Орандж штату Флорида. Населення — 92 452 особи (2020).

## Географія
Алафая розташована за координатами 28°31′5″ пн. ш. 81°10′43″ зх. д. / 28.51806° пн. ш. 81.17861° зх. д. (28.517994, -81.178563).  За даними Бюро перепису населення США в 2010 році переписна місцевість мала площу 98,56 км², з яких 98,31 км² — суходіл та 0,24 км² — водойми.

## Демографія
Згідно з переписом 2010 року, у переписній місцевості мешкало 78 113 осіб у 27 270 домогосподарствах у складі 19 215 родин. Густота населення становила 793 особи/км².  Було 30012 помешкання (305/км²).
Расовий склад населення:
| - 71,5 % — білих - 10,4 % — чорних або афроамериканців - 6,8 % — азіатів - 0,3 % — корінних американців - 0,1 % — вихідців з тихоокеанських островів - 6,9 % — осіб інших рас |

До двох чи більше рас належало 4,0 %. Частка іспаномовних становила 32,6 % від усіх жителів.
За віковим діапазоном населення розподілялося таким чином: 26,5 % — особи молодші 18 років, 67,8 % — особи у віці 18—64 років, 5,7 % — особи у віці 65 років та старші. Медіана віку мешканця становила 30,2 року. На 100 осіб жіночої статі у переписній місцевості припадало 96,5 чоловіків;  на 100 жінок у віці від 18 років та старших — 94,0 чоловіків також старших 18 років.
Середній дохід на одне домашнє господарство  становив 77 565 доларів США (медіана — 63 449), а середній дохід на одну сім'ю — 84 811 долар (медіана — 68 992). Медіана доходів становила 46 992 долари для чоловіків та 39 611 долар для жінок. За межею бідності перебувало 12,4 % осіб, у тому числі 18,7 % дітей у віці до 18 років та 9,1 % осіб у віці 65 років та старших.
Цивільне працевлаштоване населення становило 43 513 осіб. Основні галузі зайнятості: освіта, охорона здоров'я та соціальна допомога — 22,4 %, науковці, спеціалісти, менеджери — 13,2 %, роздрібна торгівля — 12,5 %, мистецтво, розваги та відпочинок — 11,9 %.